# Diego Cánepa

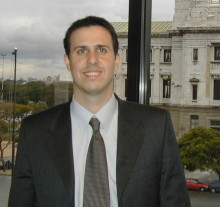
Diego Cánepa

Diego Cánepa Baccino (Montevidéu, 26 de Abril de 1972), é um advogado e político uruguaio. Membro do partido socialista democrático “Novo Espaço”, conduzido pelo senador Rafael Michelini, e que é membro da coalizão “Frente Ampla”, que governa o Uruguai desde 2005.
Começa a sua actividade política no sindicalismo universitário, onde integrou a direcção política da Federação de Estudantes Universitários do Uruguai (FEUU) entre os anos 1992 e 1997.
Foi membro do Partido pelo Governo do Povo (PGP) e representante da Juventude 99 na União Internacional de Juventudes Socialistas (IUSY) até 1994. Em 1994, após a criação do partido "Novo Espaço" foi seu primeiro representante diante da IUSY.
É eleito deputado em 2004 pelo departamento de Montevidéu. Na Câmara de Representantes é membro das comissões da Constituição, Códigos, Legislação Geral e Administração; Assuntos Internacionais; Educação e Cultura; Indústria, Energia e Mineração; Moradia, Território e Meio Ambiente; e a Comissão Especial da Inovação, Investigação, Ciência e Tecnologia. Durante os anos 2008-2009 é o coordenador do grupo parlamentar da "Frente Ampla".
Integrou a Comissão Parlamentar Conjunta do MERCOSUL até 2006 e com a instalação do Parlamento do MERCOSUL é incorporado como suplente do parlamentar Rafael Michelini.
Em 2008 foi elegido presidente da Comissão permanente da Democracia e os Direitos Humanos na União Interparlamentar.